# Somogyaracs
Somogyaracs je obec v Maďarsku v župě Somogy. Obec se nachází nedaleko chorvatských hranic.

## Historie
První písemná zmínka o obci pochází z roku 1269, kde je uváděna jako Arach. Později, v roce 1397, jako Aracha. V roce 1467 je ve starých listinách uváděn jako majetek tureckého rodu z Eningu. V roce 1512 pro ni Imre Pernesi a jeho synové Miklós, Pál a István získali královský souhlas. Posledními majiteli obce byli hrabata Somssichové.
První veřejná škola byla otevřena v roce 1839 a při sčítání lidu v roce 1870 zde žilo 424 obyvatel. V roce 1877 polovina obce vyhořela při velkém požáru. 
Na počátku 20. století patřila do okresu Barcsi v župě Somogy.